# Dispareunija
Dispareunija je bol koja nastaje tijekom spolnog odnosa, ili neposredno nakon njega u području spolnih organa žene (ovo stanje, iako vrlo rijetko, može se pojaviti i kod muškaraca). 
Dispareunija je vodeći uzrok spolne disfunkcije kod žena. Može bit uzrokovana bolestima pojedinih organa ili što je najčešće, psihičkim poremećajima. 
Bol se može javljati povremeno ili može biti trajna. Ako je bol prisutna od prvog spolnog odnosa govorimo o primarnoj, a ako se javlja kasnije tijekom života o sekundarnoj (ili stečenoj) dispareuniji.
Liječenje je vrlo složeno. Ako je poznat organski uzork bolesti, liječenje je etiološko (liječi se stanje ili bolest koji uzrokovalo dipareuniju), dok je u većine ostalih slučajeva liječenje vrlo složeno i dugotrajno. U liječenj je vrlo značajan je interdisciplinarni pristup bolesniku, ginekologa, psihijatra i urologa.